# Flip Wilson
Clerow Wilson, Jr. (Jersey City, Nueva Jersey, 8 de diciembre de 1933 - Malibú, California, 25 de noviembre de 1998) más conocido como Flip Wilson, fue un cómico de Stand-up Comedy y actor estadounidense de teatro y televisión que gozó de un gran éxito en los años 70.
Ganó un premio Grammy por su álbum de comedia The Devil Made Me Buy This Dress.
Después de realizar papeles menores en series de televisión durante la década de 1960 y 1970, Wilson creó el programa televisivo nombrado The Flip Wilson Show. El show obtuvo once nominaciones a los premios Emmy.
Por su interpretación en el show, Wilson ganó el premio Globo de Oro al «mejor actor de serie de televisión - Comedia o musical», el premio Emmy al «mejor guion en una serie de comedia, variedades o música» y «mejor serie de comedia, variedades o música» todos en 1971.
En enero de 1972, la revista Time lo llamó "la primera superestrella negra de televisión".
Falleció a los 64 años de edad, a causa de un cáncer de hígado.

## Biografía

### Primeros años, familia y origen de su apodo
Clerow Wilson, Jr. fue uno de diez hijos de Cornelia Bullock y Clerow Wilson, Sr. Su padre era un personal de mantenimiento y, que a causa de la Gran Depresión, quedó desempleado. Su madre abandonó la familia en los años 40. Su padre, al ser incapaz de cuidar a tantos niños él solo, mandó a muchos de ellos a orfanatos. Unos cuantos años después, Clerow logró unirse a la Fuerza Aérea de los Estados Unidos diciendo ser mayor de edad (en ese entonces, tenía solo 16 años). Su personalidad extrovertida y divertidas historias lo hicieron popular; incluso se le pidió recorrer las bases militares y animar a sus compañeros. Debido a esta personalidad, sus compañeros lo llamaban "Flip" (que tiempo después, usó como nombre artístico). Dado de alta en 1954, comenzó a trabajar como botones en un hotel de San Francisco. Ahí fue donde comenzó a actuar, a principio simplemente improvisaba, pero con el tiempo, añadió guiones y su acto comenzó a mejorar.

### Carrera artística
Durante la los años 60, se convirtió en un actor habitual en el Teatro Apollo de Harlem y fue invitado a programas televisivos como: The Tonight Show, Laugh-In, y The Ed Sullivan Show. En 1970, ganó un premio Grammy por su álbum de comedia The Devil Made Me Buy This Dress.

#### Su show, reconocimiento y éxito en audiencia
Su canción "Columbus", del álbum Cowboys and Colored People, llevó a Wilson a Hollywood y comenzó el  desarrollo de su programa de televisión.
El 17 de septiembre de 1970 The Flip Wilson Show, debutó en la National Broadcasting Company. Actuó en sketches de comedia y fue sede de muchos artistas afroamericanos, incluyendo The Jackson Five, The Temptations, el comediante Redd Foxx, y el jugador de baloncesto Bill Russell.  
George Carlin fue uno de los guionistas y actores del programa. Los personajes de Flip incluían: el reverendo Leroy y su personaje más popular, Geraldine Jones, quien siempre se refería a su novio como "Asesino", y cuya línea: "El diablo me hizo hacerlo" se convirtió en un eslogan nacional.
El show salió al aire en 1974, generando altos índices de audiencia y popularidad entre los espectadores y ganando un fuerte aplauso de la crítica, con un récord de once nominaciones a los premios Emmy durante su carrera, de los que ganó dos. Flip también ganó un Globo de Oro.

#### Años posteriores
Cuando el show terminó, Flip realizó varias apariciones especiales en numerosas comedias de televisión y espectáculos de variedades, como Here's Lucy protagonizada por Lucille Ball, The Dean Martin Show, entre otros. Ed Sullivan lo invitó varias veces en su popular show. Flip actuó en películas de televisión y de teatro incluyendo Uptown Saturday Night y The Fish that Saved Pittsburgh. En 1976, apareció en una adaptación musical de televisión de Pinocho, protagonizada por Sandy Duncan en el papel principal y Danny Kaye como Geppetto, con canciones del compositor Billy Barnes.
En sus papeles realizó numerosos cameos en películas y series de televisión como People Are Funny (1984), Charlie & Co (1985-1986) y Living Single (noviembre de 1993. 

### Vida personal y muerte
En 1957 se casó con Lavenia Wilson (de soltera Dean) y se divorciaron en 1967. En 1979, se casó con Tuanchai MacKenzie; se divorciaron en 1984. Luego de ganar la custodia de sus hijos en 1979, realizó menos apariciones en televisión con el fin de pasar más tiempo con su familia. 
El 25 de noviembre de 1998, Wilson murió a causa de cáncer de hígado en California, a los 64 años. Su cuerpo fue cremado y sus cenizas esparcidas en el Océano Pacífico en Malibú (California). 

#### En la cultura popular
La frase "Lo que ves es lo que obtienes" de Geraldine Wilson sirvió para crear el acrónimo WYSIWYG.

## Filmografía completa

### Cine
| Cine | Cine                                     | Cine                                                       | Cine            | Cine |
| Año  | Película                                 | Personaje                                                  | Notas           |      |
| ---- | ---------------------------------------- | ---------------------------------------------------------- | --------------- | ---- |
| 1972 | Clerow Wilson and the Miracle of P.S. 14 | Clerow Wilson / Geraldine Jones / Reverendo Leroy          | Voz y guionista |      |
| 1974 | Clerow Wilson's Great Escape             | Clerow Wilson / Geraldine Jones / Ralph el perro invisible | Voz             |      |
| 1974 | Uptown Saturday Night                    | Reverendo                                                  |                 |      |
| 1974 | Flip Wilson... Of Course                 | Estrella en el show                                        |                 |      |
| 1975 | Bob Hope on Campus                       |                                                            |                 |      |
| 1976 | Pinocho                                  | El zorro                                                   |                 |      |
| 1979 | Skatetown, U.S.A.                        | Harvey Ross                                                |                 |      |
| 1979 | The Fish That Saved Pittsburgh           | Jock Delaney                                               |                 |      |
| 1980 | The Cheap Detective                      | Eddie Krowder                                              | Cortometraje    |      |

### Televisión
| Televisión  | Televisión                 | Televisión            | Televisión          | Televisión |
| Año         | Serie                      | Personaje             | Episodios           |            |
| ----------- | -------------------------- | --------------------- | ------------------- | ---------- |
| 1969        | The Bob Hope Show          |                       | 1                   |            |
| 1969        | Love, American Style       | Big Red               | 1                   |            |
| 1969 - 1970 | Laugh-In                   | Invitado              | 7                   |            |
| 1970 - 1974 | The Flip Wilson Show       | Varios personajes     | 94                  |            |
| 1971        | Here's Lucy                | Él mismo              | 1                   |            |
| 1973        | The Helen Reddy Show       |                       | Productor ejecutivo |            |
| 1976        | The Six Million Dollar Man | Billy Parker          | 1                   |            |
| 1978        | Insight                    | Dios                  | 1                   |            |
| 1981        | The Love Boat              | Frank Dalton          | 1                   |            |
| 1985 - 1986 | Charlie & Co.              | Charlie Richmond      | 18                  |            |
| 1988 - 1989 | 227                        | Ed Fulton / Sr. Grant | 2                   |            |
| 1990        | American Playhouse         |                       | 1                   |            |

### Especiales
| Especiales | Especiales              | Especiales | Especiales | Especiales |
| Año        | Especial                | Personaje  | Notas      |            |
| ---------- | ----------------------- | ---------- | ---------- | ---------- |
| 1975       | The Flip Wilson Special |            | Guionista  |            |

## Discografía
- Flip Wilson's Pot Luck
- Flippin'
- Cowboys and Colored People
- You Devil You
- The Devil Made Me Buy This Dress
- The Flip Wilson Show
- Geraldine
- Flipped Out

## Galería de imágenes

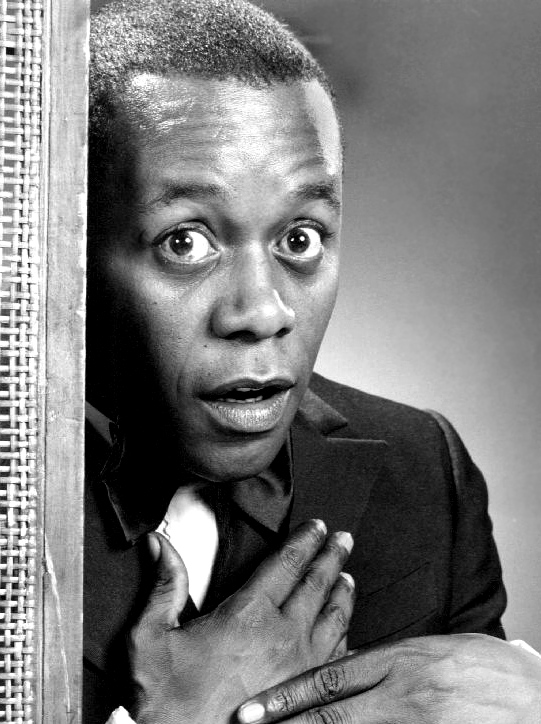
Flip Wilson en 1970
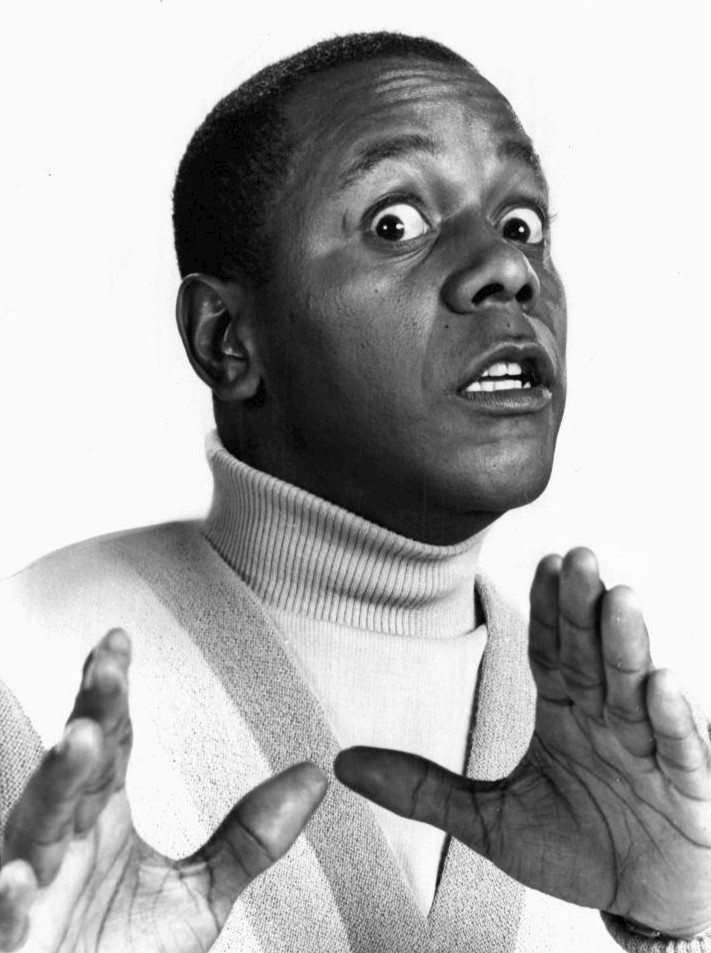
Flip Wilson en 1971
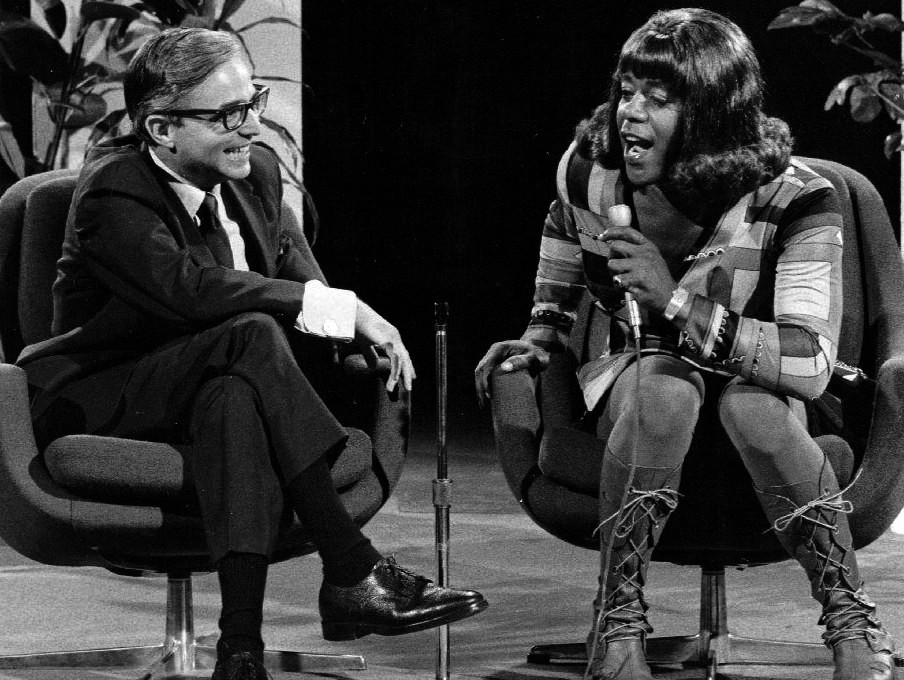
Flip Wilson (izquierda) como Geraldine Jones en 1971
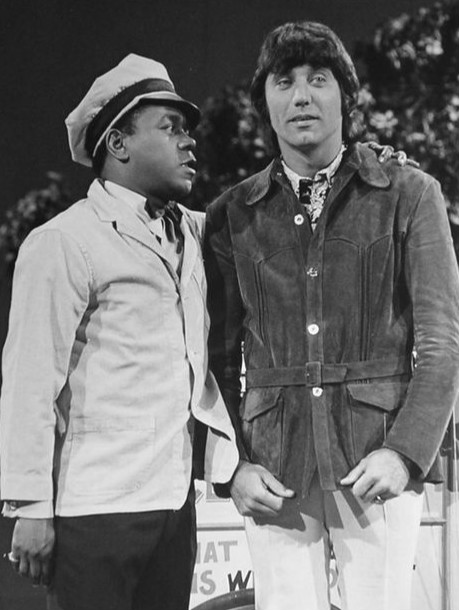
Flip Wilson y Joe Namath en 1972
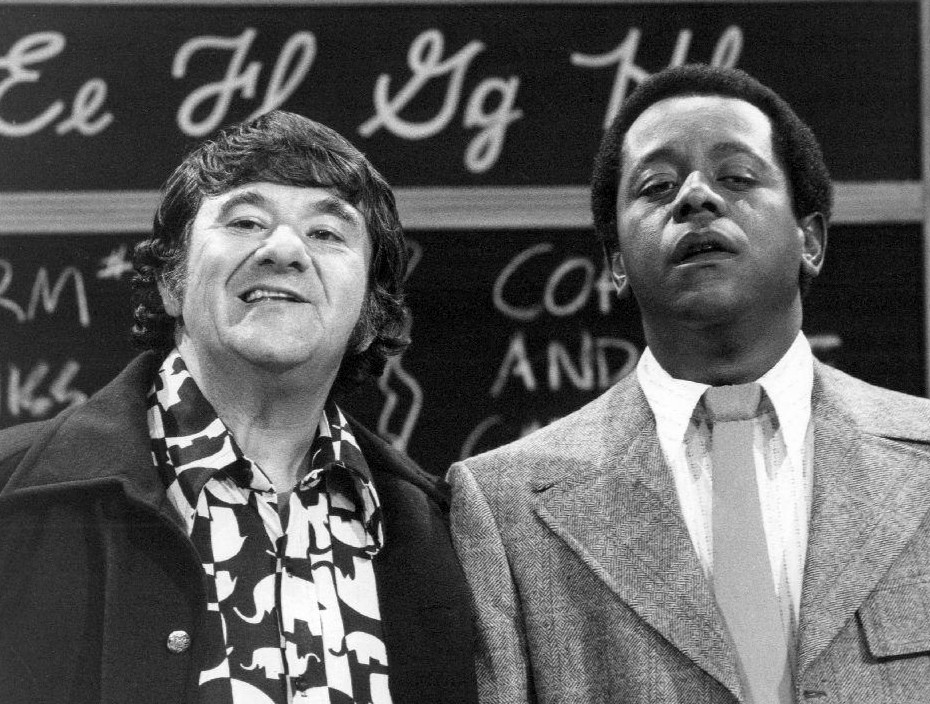
Flip Wilson y Buddy Hackett en 1973
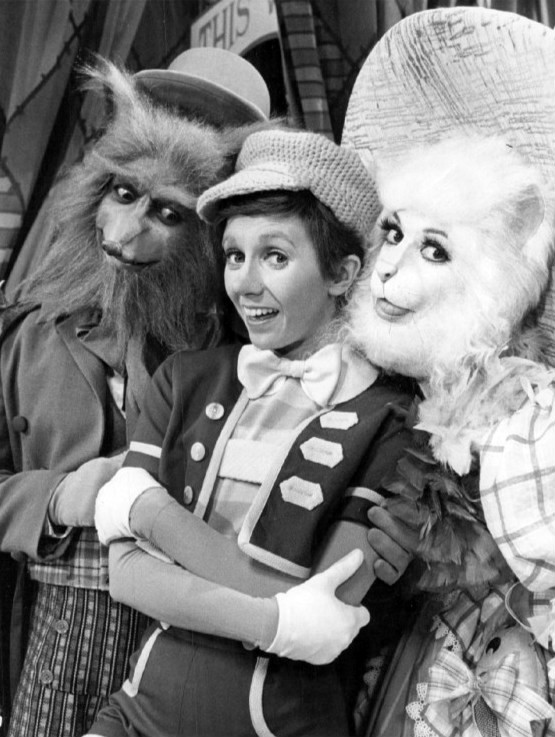
Flip Wilson, Sandy Duncan y Liz Torres en Pinocchio de 1977